# Karl Samuel Schneider

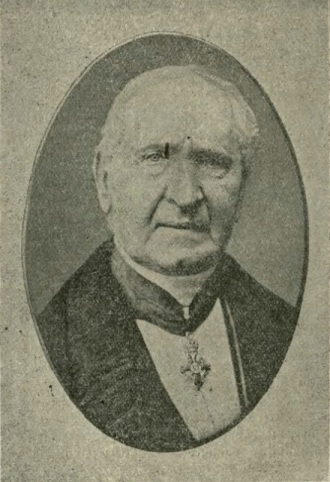
Karl Samuel Schneider

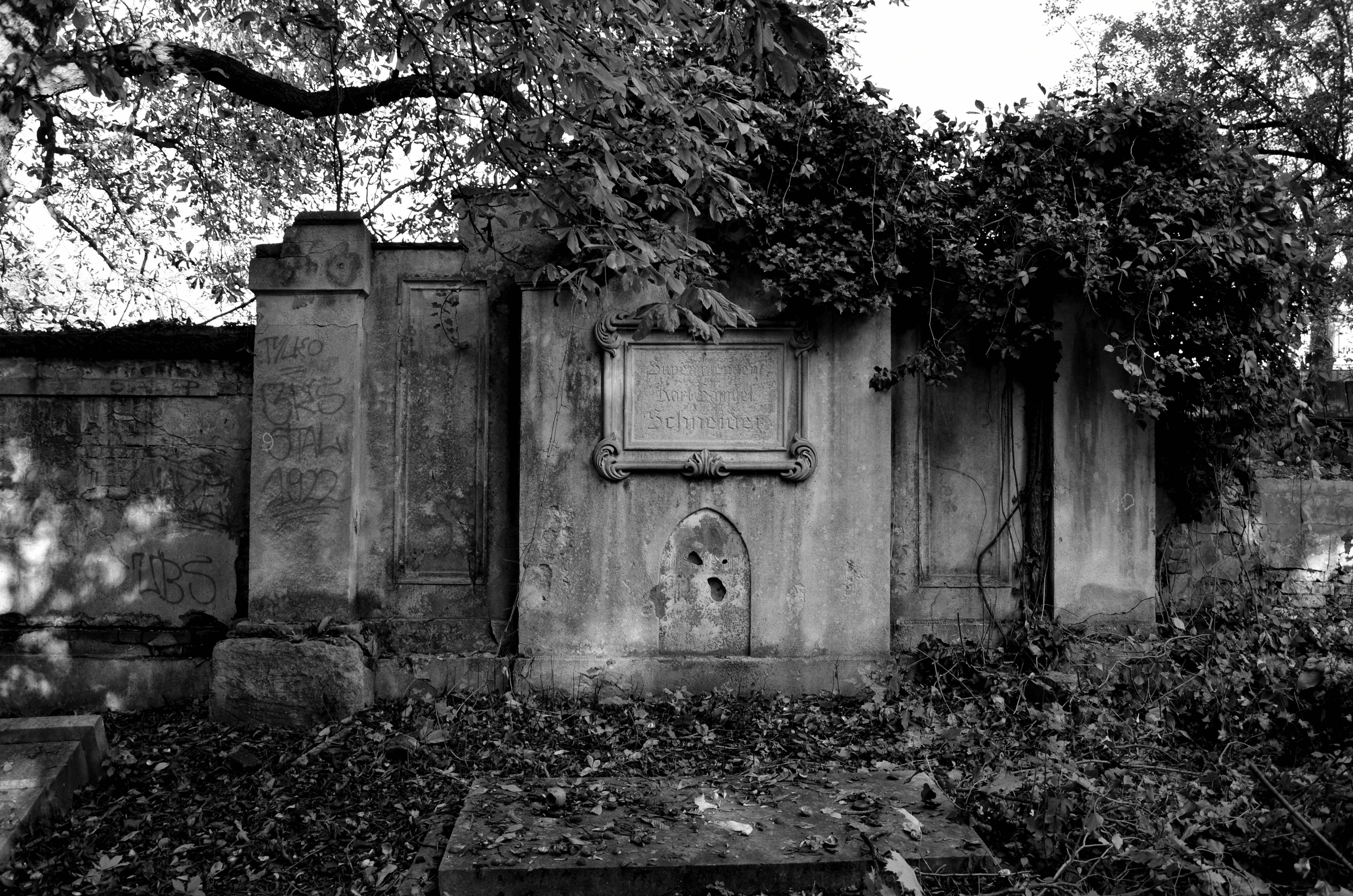
Grab

Karl Samuel Schneider (* 22. September 1801 in Bielitz; † 25. Juli 1882 ebenda) war Superintendent der evangelischen Kirche in Mähren und Schlesien sowie deutscher liberaler Politiker aus Bielitz, heute Bielsko-Biała.

## Leben und Wirken
Karl Samuel Schneider war ein Sohn von Johan Dawid Schneider und Eleonora Zipser. Von 1813 bis 1817 besuchte er die evangelische Mittelschule in Teschen, anschließend von 1817 bis 1821 das Lyzeum in Preßburg und von 1825 bis 1828 theologische Studien in Wien.
1824 wurde er Vikar der deutschsprachigen Pfarrgemeinde in Bielitz, ab 1832 Pfarrer, ab 1858 Senior für Schlesien. 1864, nach dem Tode Johann Georg Lumnitzers, wurde Schneider zum Superintendenten der evangelischen Gemeinden Mähren und Schlesiens ernannt.
1848 wurde er als Vertreter des Wahlbezirks Bielitz in den österreichischen Reichstag gewählt sowie zum österreichischen Abgeordnetenhaus (in der dritten Kurie) der I. Legislaturperiode (1861–1865), II. Legislaturperiode (1867–1870) und III. Legislaturperiode (1870–1871). Er war einer der bedeutendsten örtlichen Repräsentanten des deutschen Liberalismus (siehe Deutschliberale Partei). Von 1861 bis 1870 war er Abgeordneter des Schlesischen Landtags. Er war Mitgründer des deutschen evangelischen Seminars in Bielitz. Nach seinem Tode wurde die Stellung des Superintendentes sowie das politische Erbe zum größten Teil von Theodor Haase übernommen.
Er ruht im alten evangelischen Friedhof in Bielsko-Biała.